# Associação de Arquitetos de Ontário
A Associação de Arquitetos de Ontário (Ontario Association of Architects, OAA) é o órgão regulador responsável por registrar e licenciar todos os arquitetos na província canadense de Ontário. Foi fundada em 1889.

## Membros notáveis
- Alexandra Biriukova, primeira mulher a se associar a OAA